# Иосса, Николай Андреевич
Николай Андреевич Иосса (1815—1887) — горный инженер, представитель немецкой династии горняков Иосса; минцмейстер Санкт-Петербургского монетного двора.

## Биография

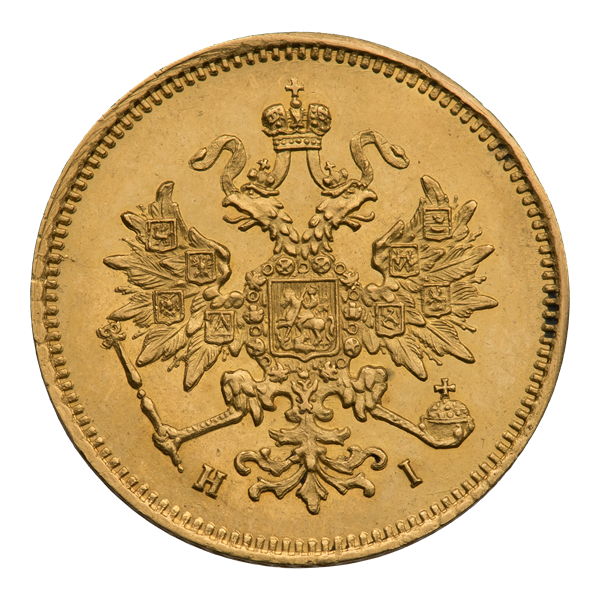
3 рубля Александра II, аверс. Под орлом инициалы минцмейстера: Н — I (Н. Иосса)

Сын Андрея Григорьевича Иоссы (1777 — не ранее 1829), управителя Богословского завода. Внук горного инженера и металлурга Григория Иоссы (1804—1874).
В служебном и классном чине с 1835 года. Окончил Институт корпуса горных инженеров в 1838 году. Служил на Колывано-Воскресенских (Алтайских) заводах.
С 1842 года работал на Санкт-Петербургском монетном дворе, был управляющим механической частью с 1866 года. Знак на монетах — HI. Годы работы на монетном дворе: 1848, 1852—1855, 1866—1878. Действительный статский советник (1871), на службе по Министерству финансов.
Супруга — Софья Ивановна, дочь горного инженера И. К. Мёллера. Дети: Андрей (известный архитектор), Григорий, Николай, Софья.